# Lei de potência

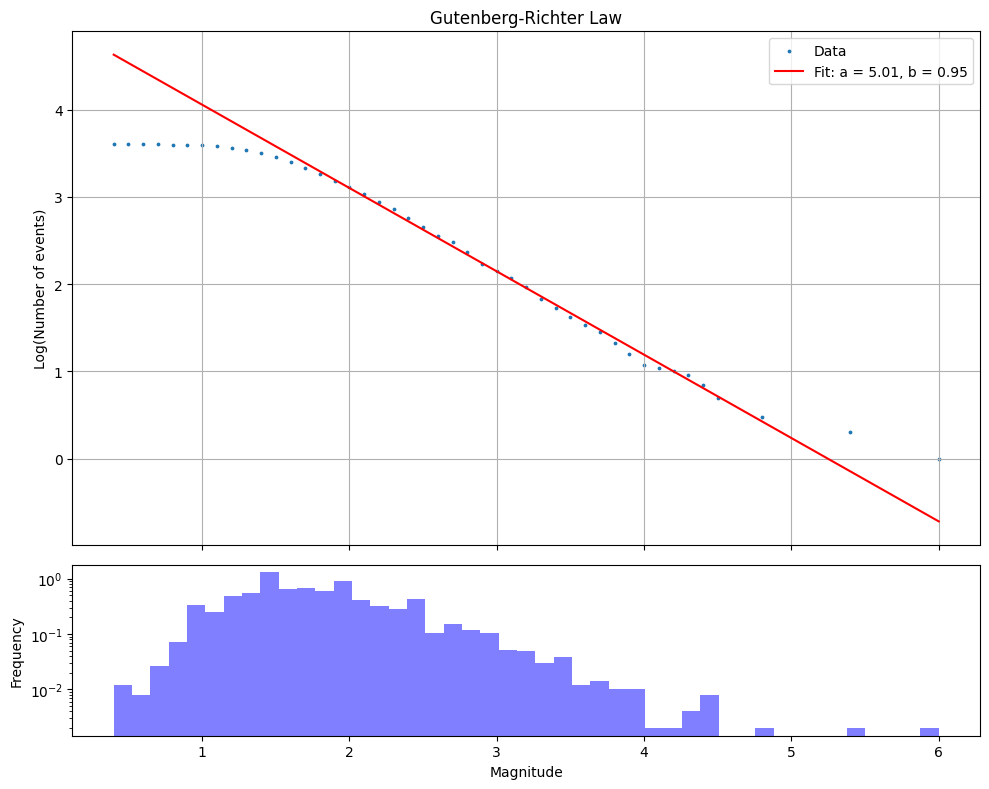
Ánalise da Lei de Potência

Na física, uma lei é dita lei de potência se entre dois escalares x e y ela é tal que a relação pode ser escrita na forma:
{\displaystyle y=ax^{k}\,\!}
onde a (a constante de proporcionalidade) e k (o expoente) são constantes.
A lei de potência é expressa por uma linha reta em um gráfico log-log, pois a equação anterior pode ser escrita como
{\displaystyle \log(y)=k\log(x)+\log(a)\,\!}
que é a mesma forma da equação de uma reta.
{\displaystyle y=mx+c\,\!}
Historicamente, a lei de Pareto foi a primeira lei de potência descoberta.